# 第二次サケッツ港の戦い
第二次サケッツ港の戦い（だいにじサケッツこうのたたかい、英: Second Battle of Sacket's Harborあるいはサケッツ港の戦い）は、米英戦争2年目の1813年5月28日から29日、ニューヨーク州サケッツ港で起きた戦闘である。イギリス軍がオンタリオ湖を渡り、アメリカ海軍戦隊の主要造船所と基地だったサケッツ港を占領しようとしたが、アメリカ軍正規兵と民兵の部隊に撃退された。

## 背景
米英戦争初期、イギリス軍は五大湖の支配権を掴んでいた。1812年9月、アメリカ海軍大佐アイザック・チョウンシーはオンタリオ湖とエリー湖の海軍の指揮を執るよう命令され、「本年秋にそれら湖の支配権を得られるよう最善を尽くすべし」という指示を受けた。それから3週間の内にチョウンシーは、149人の船大工、700人の水兵と海兵、100門ほどの大砲、さらにはかなりの量のマスケット銃など物資を、既に小さな海軍基地があったオンタリオ湖沿岸のサケッツ港に運ぶよう指示し、実行させた。
1813年の作戦開始に当たって、アメリカ合衆国とカナダの国境にあったアメリカ軍主力はサケッツ港に集中していた。チョウンシーが作り上げた海軍戦隊は、キングストンにいる対戦国イギリス軍とカナダ人が乗組む戦隊よりも勢力に勝っており、ヘンリー・ディアボーン少将が指揮する陸軍は広い前線のどこでもイギリス軍の勢力を上回ることができた。アメリカ軍にはキングストンを襲う機会があり、そこを奪えばイギリス軍戦隊を排除し、おそらくはアッパー・カナダのほぼ全てを確保できるはずだった。しかしディアボーンとチョウンシーはそこに駐屯するイギリス正規軍を過大評価していた。アメリカ軍はキングストンの代わりに、湖の西方にあるアッパー・カナダの首都ヨークの攻撃に向かった。1813年4月27日、アメリカ軍はヨークの戦いに勝利し、町を一時的に占領して略奪した。続いてナイアガラ川河口に近いナイアガラ砦に引き上げ、川の対岸にあるイギリス軍のジョージ砦にある陣地の攻撃に備えた。
イギリス海軍のジェイムズ・ルーカス・ヨー海軍大佐は、1812年遅くに本国の海軍本部から五大湖のイギリス海軍を指揮するよう指名されていた。ヨーは1813年5月5日にケベック・シティに到着し、150名の海軍士官および水兵の部隊と共にセントローレンス川を進んでキングストンに向かった。その道すがら、やはりキングストンに向かっていたイギリス領カナダ軍政府司令官ジョージ・プレボスト中将に追いついてこれに合流した。プレボストにとってはその4か月の間に2回目のアッパー・カナダ訪問であり、ヨークの敗北後に植民地議会の信頼を失ったロジャー・ヘイル・シーフ少将を更迭する必要性を検証するためだった。
プロボストとヨーは、5月15日にキングストンに到着した。プロボストがその部隊を再編成し、民兵と文民当局の士気を揚げようとしている間、ヨーは新造のスループ・オブ・ウォーHMSウルフの完成と他の武装間数隻の改装を急がせた。ただし、その作業の多くはノバスコシアのハリファックス海軍基地から派遣されていたロバート・ハリオット・バークレイ、ロバート・フィニス、ダニエル・プリング各海軍中佐によって、既に終わっていた。プロボストとヨーは、ウルフが完工したときに、ヨーの戦隊がチョウンシーの戦力を少し上回ることが分かったが、このときアメリカ海軍はサケッツ港で大砲28門搭載の重スループ・オブ・ウォーUSSジェネラル・パイクを建造しており、これができればチョウンシー戦隊が再び優位に立つはずだった。
5月25日、チョウンシー戦隊がジョージ砦沖に現れた。そこのイギリス軍指揮官ジョン・ビンセント准将は即座にキングストンにその情報を伝える伝令船を送った。その2日後、ジョージ砦の戦いでビンセント隊は大きな損失を出し、その陣地から追われた。プロボストとヨーは、ジョージ砦沖にチョウンシー戦隊が現れたことを知ると、その戦隊とディアボーン軍は数日間はそこでの戦闘に捉われているだろうと考えた。これはサケッツ港を奪うチャンスであり、それができれば、イギリス軍はオンタリオ湖で海軍の優越性を確保する打撃を与えられると見ていた。

## 戦闘

### イギリス軍

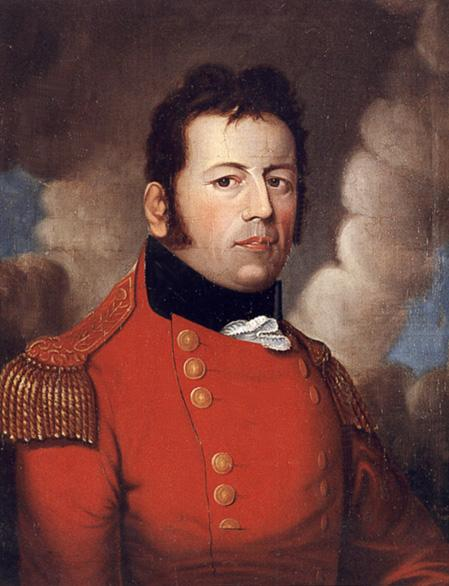
イギリス領カナダ軍政府司令官ジョージ・プレボスト中将

キングストンでイギリス軍が集められた部隊は、第100連隊の擲弾兵中隊、第8歩兵連隊の2個中隊、第104連隊の4個中隊、グレンガリー軽装歩兵連隊の1個中隊、カナダ・ボルティガーズの2個中隊、およびロイヤル砲兵隊分遣隊と6ポンド砲2門であり、大急ぎで集められ、ヨーの艦船に載せられた。この部隊を指揮する将官がすぐにはいなかったので、プレボスト自身が遠征隊を率いたが、岸に揚がってからは部隊指揮を副参謀のエドワード・ベインズ大佐に渡した。

### ヘンダーソン湾の戦い
イギリス軍は5月27日遅くに出発し、翌朝早くにサケッツ港の沖に到着した。風がかなり弱かったので、ヨーが船を岸に近づけさせようとしても難しかった。水深など土地の条件にも不慣れだった。5月28日の正午少し前、陸兵がボートを漕いで岸に向かい始めたが、このとき見慣れない帆船が遠くに視認された。それらがチョウンシーの戦隊であった場合に備えて、攻撃は中断され、陸兵は船に戻った。その見知らぬ帆船はオスウィゴからアメリカ第9および第21連隊の部隊を乗せてサケッツ港に向かう12隻の平底船に属していることが分かった。イギリス軍はインディアン戦士で一杯の大型カヌー3隻とグレンガリー軽装歩兵の分遣隊を乗せた砲艦1隻を派遣して、その部隊の妨害に向かわせた。
イギリス軍はヘンダーソン湾のストーニーポイント沖でその船団を迎え撃った。イギリス軍が砲撃を始めると、ほとんど新兵ばかりだったアメリカ軍は平底船をストーニーポイントに着けて上陸し、森の中に逃亡した。インディアンが木々の間を抜けて追跡し、彼らを追い詰めた。半時間後にはアメリカ兵の35名が殺され、残った者達は船に戻って白旗を揚げた。アメリカ軍から上級士官がボートでヨーの戦隊に漕ぎ寄せ、残っていた士官兵卒合わせて115名の部隊が降伏した。アメリカ兵の7名のみが逃亡し、サケッツ港まで辿り着いた。

### アメリカ軍守備隊
それでもこのことでアメリカ軍守備隊は防御を固める時間がとれた。サケッツ港には400名の正規兵が駐屯しており、主に港の入口にあるボランティア砦とトンプキンス砦に配置された少数の分遣隊であり、また様々な補強部隊と傷病兵だった。正規軍の上級士官は竜騎兵連隊のエレクタス・バッカス中佐だった。ニューヨーク民兵隊から250名の志願兵がおり、また周辺地域か500名の民兵が大急ぎで集められた。ヘンリー・ディアボーンがヨークに向かう前に行った手配により、ニューヨーク州民兵隊のジェイコブ・ブラウン准将がサケッツ港全軍の指揮を執っていた。
ボランティア砦とトンプキンス砦に加えて、アメリカ軍が町の南に幾つか強力な小要塞を建設し、町と造船所の周りには、塹壕と逆茂木の防御線が部分的に完成していた（防御工作物は倒木と大枝で造られていた）。これらの防御工作は前年にアレクサンダー・マコーム中佐が計画し手配していた。
アメリカ軍戦隊の大半はチョウンシーがジョージ砦に率いて行っていたが、USSフェアアメリカンとパートという武装スクーナー2隻がサケッツ港に近いブラックウォーター・クリークに停泊していた。その上級海軍士官はチョウンシー海軍代将の弟ウールコット・チョウンシー大尉だった

### 参戦した部隊
| イギリス軍とインディアンの部隊 | アメリカ軍の部隊 |
| --- | --- |
| イギリス軍: ジョージ・プレボスト中将 - 上陸部隊: エドワード・ベインズ大佐 - 第1歩兵連隊（ロイヤル・スコット）一部（25名） - 第8王立連隊2個中隊（200名） - 第100歩兵連隊擲弾兵中隊（56名） - 第104歩兵連隊4個中隊（330名） - ロイヤル・ニューファンドランド・フェンシブル分遣隊（勢力不明） - グレンガリー軽装歩兵隊1個中隊（46名） - カナダ・ボルティガーズ2個中隊（120名） - ロイヤル砲兵隊分遣隊と6ポンド砲2門 - インディアン（39名） イギリス海軍: ジェイムズ・ルーカス・ヨー海軍大佐 - HMSウルフ、スループ・オブ・ウォー - HMSロイヤルジョージ、スループ - HMSアール・オブ・モイラ、スクーナー - HMSジェネラル・ベレスフォード - HMSサー・シドニー・スミス、ブリッグ - レディ・マレー | サケッツ港: ジェイコブ・ブラウン准将 - アメリカ正規軍: エレクタス・バッカス中佐（致命傷） - アメリカ第1竜騎兵連隊、徒歩分遣隊: エレクタス・バッカス中佐 - アメリカ第1竜騎兵連隊、騎馬分遣隊: ネルソン・ラケット少佐 - アメリカ第1砲兵隊分遣隊: トマス・ケッチャム中尉 - アメリカ第3砲兵隊分遣隊: サミュエル・ナイ少佐 - 第9、第21および第23アメリカ歩兵連隊傷病兵分遣隊: トマス・アスピンウォール少佐 - アメリカ第9歩兵連隊: ジョン・タトル中佐（戦闘終了後に到着） - アメリカ志願兵 - オルバニー志願兵隊: ジョン・ミルズ大佐 †、ジョン・ハーキマー少佐 - ニューヨーク民兵隊: ジェイコブ・ブラウン准将 - ニューヨーク第55民兵隊: アンソニー・スプラーグ中佐 - ニューヨーク第76民兵隊: ガーショム・タトル大佐 - その他特定できない民兵分遣隊 アメリカ海軍: ウールコット・チョウンシー大尉 - USSフェアアメリカン - USSパート - USSジェネラル・パイク（建造中） - USSデューク・オブ・グロスター（捕獲したばかりで損傷があった） - 海軍陸上砲台と海兵: ジョン・ドルーリー大尉 |

### イギリス軍の攻撃
翌5月29日朝、プレボストが攻撃を再開させた。イギリス軍は町の南にあるホース島に上陸した。このときアメリカ軍民兵隊に属する6ポンド野砲2門とトンプキンス砦の海軍用32ポンド砲の長射程から砲撃を受けた。島を守るオルバニー志願兵隊からもマスケット銃攻撃を受けた。イギリス軍はボートの上で数人を失ったが、上陸に成功したので、オルバニー志願兵隊は撤退した。上陸した部隊を十分に集めると、島と本土の岸を繋ぐ水に浸かった土手道を伝って突撃した。イギリス軍はこの時格好の標的だったはずだが、アメリカ軍民兵隊がその銃を捨てて逃亡した。ブラウン准将は最終的にそのうち約100名を再集合させた。
イギリス軍は続いて陸地側から町と造船所を占領することを期待して左翼に回ったが、野砲数門を持ったアメリカ軍がいて、緩りと後退し、その小要塞の背後まで戻ると、それに対するイギリス軍の強襲を悉く跳ね返した。
ヨーも上陸部隊に付いて岸に揚がったが、海軍の大型艦船はどれも攻撃を支援できるほど岸に近づけなかった。岸にかなり近づくことができた小さな砲艦は小さな短射程のカロネード砲を装備しているだけであり、アメリカ軍の防御に対しては効果が無かった。最終的に大砲16門搭載イギリス艦ベレスフォードのみが大櫂（長いオール）を使って岸近くに漕ぎ寄せた。その乗組員が砲撃を始めるとすぐに、トンプキンス砦からアメリカ軍砲兵を駆逐した。ベレスフォードの砲弾の幾つかは砦の上を飛び越え、造船所とその周辺に着弾した。若いアメリカ軍海軍士官のジョン・ドルーリー大尉代行が、砦は降伏したものと誤った認識をし、建造中だったスループ・オブ・ウォージェネラル・パイクと大量の物資に火を点けるよう命令した。ウールコット・チョウンシー大尉はスクーナーよりも造船所を守るよう命令を出していたが、このときはスクーナーの1隻に乗艦して、イギリス艦船に対し長距離の効果が無い攻撃を行っていた。
この時までにプレボストは攻撃目的を達成できないと確信するようになっていた。自軍の野砲は攻撃に加えられず、それが無くてはアメリカ軍の防御に穴を開けることはできなかった。またブラウンが集めた民兵隊が自軍の右翼と後方から攻撃を始めていた。プレボストは撤退命令を出した。プレボストは後に、敵を打ち負かしており、撤退は完全な秩序の内に行われたと記していたが、イギリス兵の別の証言では、乗船が混乱した状態で行われ、各部隊が競い合う中にお互いを辛辣に罵り合っていたことになっていた 。
アメリカ軍の方では、プレボストが大急ぎで撤退したのではなく、彼はキングストンに戻らなかったと主張していた。アメリカ第9歩兵連隊が戦闘の音を聞いて急ぎ行軍してきたが、遮ることができる前にイギリス軍は出発していた。

## 損失

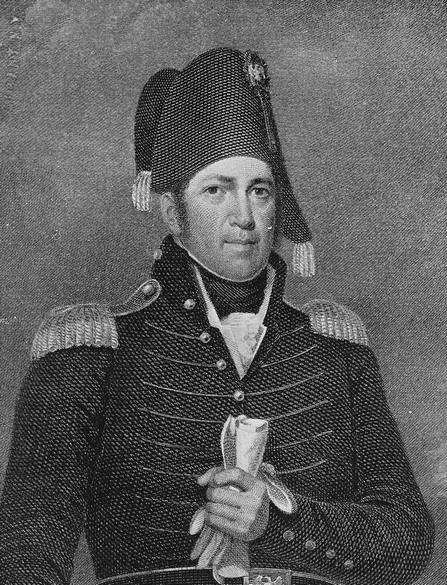
ジェイコブ・ブラウン准将、サケッツ港のアメリカ軍指揮官

この戦闘のイギリス陸軍報告書では、士官1人と兵卒47名が戦死、士官12名と兵卒183名が負傷、士官3名と兵卒13名が負傷後に捕虜と不明（すなわち後に取り残された）となっていた。イギリス海軍の報告書では、戦死1名、負傷5名となっていた。合計すると戦死49名、負傷216名、戦場に取り残された者16名だった。しかし、歴史家のパトリック・ワイルダーは「アメリカの野戦病院にイギリス軍士官3名と兵卒32名が収容された」と言っている.。イギリス軍公式報告書で戦死したとされている者の中で19名が、実際には負傷して捕まったことになる。これを勘案すると、イギリス軍の損失は戦死30名、負傷200名、負傷した後の捕虜35名となる。イギリス軍の損失の中で注目すべきはプレボストの副参謀補アンドリュー・グレイ大尉が戦死したことだった。
ウィリアム・スワン少佐によるアメリカ軍損失報告書によると、正規兵と志願兵では戦死22名、負傷84名、不明26名だった。民兵の損失については詳細を記録しておらず、「25名を超えて」いないとのみ述べていた。5月29日の戦闘での損失は戦死、負傷、不明合わせて157名となり、エレクタス・バッカス中佐が戦死していた。
5月28日にヘンダーソン湾で殺された35名および捕まった115名を含めれば、アメリカ軍の戦死、負傷、捕虜の合計は士卒合わせて307名となる。イギリス軍は5月28日と29日に6ポンド砲3門と154名の兵士を捕獲した。このことで5月29日の捕虜は39名となる。正規兵と志願兵合わせて26名が不明と報告されているので、民兵が蒙った損失25名の約半分は捕虜になったことになる。2日間の戦闘で、アメリカ軍の損失総計は戦死と負傷153名、捕虜154名となった。

## 戦闘の結果
ジェネラル・パイクは火を点けられたが、元々生木で建造されていたのでよく燃えず、アメリカ軍はそれを救うことができた。それでもドルーリー大尉代行が行った放火により、50万ドル相当の物資と建材が失われ、それがその年後半にしこりとなって残った。以前にヨークから戦利品として曳航してきていたブリッグのデューク・オブ・グロスターも破壊されたが、まだ修繕が進んでいなかったので大きな損失にはならなかった。
イギリス軍襲撃の報せがチョウンシー代将にもたらされると、ジェネラル・パイクが完工するまでその全戦隊をサケッツ港に留めることになり、ナイアガラ半島のアメリカ陸軍は海軍の支援が無い状態になった。陸軍がストーニー・クリークの戦いで敗北した後に、ヨーがその脆弱になった湖岸の側から攻撃し、物資のボート、テントおよび大量の補給品を捕獲し、ジョージ砦への撤退を強いた。
ヨーはさらにジェネラル・パイクが進水した後でその破壊を試みたが、ジェネラル・パイクはサケッツ港でまだ艤装を行っている状態であり、5月29日に破壊された資材の代替品を待っていた。ヨーは7月1日夜明けにボートで急襲しようとしたが、まだ標的に達する前に夜が明け、その部隊はブラックウォーター・クリークの北岸に退避した。この日、水兵と海兵の幾らかが脱走したので、ヨーは脱走兵がアメリカ軍に警告しに向かうことを恐れ、攻撃を中止した。
その後の数か月間、オンタリオ湖とその周辺での戦闘は手詰まり状態だったが、9月28日のヨーク沖湖上戦で、ジェネラル・パイクがヨーの旗艦ウルフに大きな損傷を与えた。ヨーはバーリントン湾に引き返し、その年の残りは湖の支配権をアメリカ軍に渡したままとなった。
.
ジェイコブ・ブラウンはサケッツ港の戦いでの勝利に貢献したことで、アメリカ陸軍の正規准将に任官された。イギリス軍の方ではこの敗北でプレボスト自身の権威が大きく損なわれたが、さらに1年半はカナダの指揮官に留まっていた。1814年のプラッツバーグの戦いにも敗北したことで、その評価は完全に潰えた。
現在のアメリカ陸軍には、この戦闘に参戦したアメリカ軍部隊の後継部隊であるとする部隊が4個存在する。

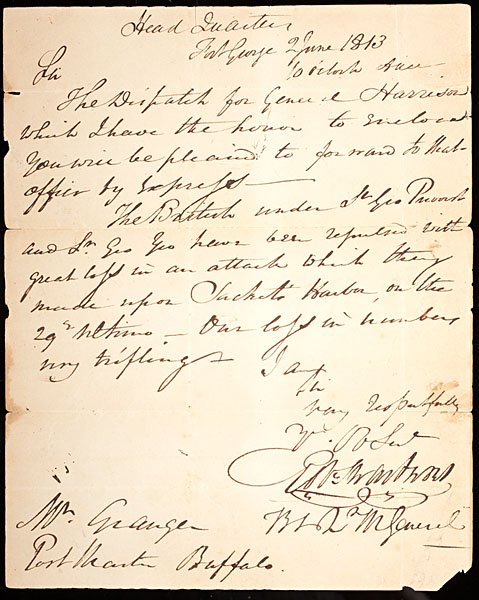
スワートワウト将軍からの手紙、1813年6月2日

右図は旅団主計総監ロバート・スワートワウトが、6月23日着でウィリアム・ハリソン少将に宛てて、アメリカの勝利を伝えた手紙である。次の様に書かれている。

## 戦いの分析
サケッツ港でのイギリス軍の敗北は、ヨークとジョージ砦に対してアメリカ軍が行った上陸とその勝利に比べて評価が低い。サケッツ港の状況が守備側にやや有利だったことを差し引いてもである。その主な理由はおそらく、攻撃が十分な準備、作戦、予行演習無く始められたことである。部隊は分遣隊の寄せ集めであり、ともに訓練されたことは無かった。このことはアメリカ軍正規兵の部隊にも当てはまるが、アメリカ軍の場合はしっかりとした防御の背後から戦っているのであり、寄せ集めの不利が働かなかった。
プレボストは以前（1809年）に、マルティニーク島侵略で上陸したときに抵抗があったが、このときは直接部隊を率いた訳ではなく、サケッツ港と同じように指揮権を他の士官（ダニエル・ホートン准将）に委ねていた。プレボストは後の戦闘ではその注意深さで注目されることになった。サケッツ港で指揮権を委任したベインズ大佐はその軍歴で部隊を指揮した経験があまり無かった。ヨーは上陸部隊を指揮することで好戦的な艦長としての評価を得ていたが、このオンタリオ湖での指揮とその条件では初めてであり、5月28日の場合はその戦闘艦の大半を慎重に水深の深い水域に留めていた。29日に戦闘現場に近い岸に進めたとき、大型艦は命令も無く取り残されており、ベレスフォードのみが決定的に戦闘に関わっただけだった。

## 関連図書
- Homans, Benjamin (1833). The Military and Naval Magazine of the United States, Volumes 1-2. 
Thompson and Homans, Washington. pp. 393, E'Book